# سكوت كولومبوس
سكوت كولومبوس (بالإنجليزية: Scott Columbus)‏ هو طبال أمريكي، ولد في 10 نوفمبر 1956 في لاس فيغاس في الولايات المتحدة، وتوفي في 4 أبريل 2011 في نيويورك في الولايات المتحدة.

## وصلات خارجية
- سكوت كولومبوس على موقع IMDb (الإنجليزية)
- سكوت كولومبوس على موقع ميوزك برينز (الإنجليزية)
- سكوت كولومبوس على موقع أول ميوزيك (الإنجليزية)
- سكوت كولومبوس على موقع ديسكوغز (الإنجليزية)